# Nicola Pellow
Nicola Pellow és una matemàtica anglesa coneguda per haver participat en l'equip WWW al CERN juntament amb Tim Berners-Lee.
Nicola va estudiar matemàtiques a la Leicester Polytechnic (actualment De Montfort University) i mentre encara estudiava, al novembre de 1990 es va afegir al CERN al grup que liderava Tim Berners-Lee on s'estava desenvolupant el que seria la World Wide Web.
Dins l'equip es va encarregar de desenvolupar un navegador per la línia d'ordres que es pogués usar en ordinadors que no fossin el NeXT on es va desenvolupar el navegador original. Aquesta versió es va anomenar Line Mode Browser i va tenir diverses versions i adaptacions a diferents ordinadors i sistemes operatius.
Va deixar el CERN a l'agost de 1991 per acabar els seus estudis a la universitat. Després de graduar-se el 1992, va re-incorporar-se a l'equip original on va desenvolupar juntament amb Robert Cailliau el MacWWW, el primer navegador web per ordinadors pel sistema operatiu MacOS.